# Юрчук, Лидия Андроновна
Юрчук Лидия Андроновна (6 апреля 1923, с. Белополье, ныне Казатинского района Винницкой области) — украинский языковед, кандидат филологических наук с 1956.

## Образование
Окончила в 1947 Киевский университет.
Работала преподавателем в Кременецком учительском институте.

## Научная деятельность
С 1955 по 1984 — в Институте языкознания АН УССР (с 1961 — старший научный сотрудник).

## Научное наследие
- Труды по словообразованию, лексикологии и лексикографии:
- монография «Вопросы суффиксального словообразование глаголов» (1959),
- раздел «Суффиксальное глагольное словообразование» в книге «Словообразование современного украинского литературного языка» (1979).
- Соавтор «Украинско-русского словаря» (1965; 6-е изд. 1986), один из редакторов 6-томного «Украинско-русского словаря» (1953-1963).
- Один из составителей и редакторов 11-томного «Словаря украинского языка» (1970-1980; Государственная премия СССР, 1983), «Фразеологический словарь украинского языка» (кн. 1-2, 1993).